# Смугульский сельсовет
Смугульский сельсовет — административно-территориальная единица и  муниципальное образование со статусом сельского поселения в Ахтынском районе Дагестана Российской Федерации.

## География
Смугульское сельское поселение располагается между отрогами Шалбуздага и Гельмец-Ахтынского хребта в долине реки Ахтычай, в его нижнем течении. Ближайшие сёла Ахты и Фий.

## Население
| 2002 | 2010 | 2012 | 2013 | 2014 | 2015 | 2016 |
| ---- | ---- | ---- | ---- | ---- | ---- | ---- |
| 856  | ↘692 | ↘691 | ↘687 | ↘680 | ↗687 | ↘683 |
| 2017 | 2018 | 2019 | 2020 | 2021 | 2023 | 2024 |
| ↘676 | ↘675 | →675 | ↘673 | ↗744 | ↘740 | ↗745 |
| 2025 |      |      |      |      |      |      |
| ↗747 |      |      |      |      |      |      |

## Населённые пункты
В состав сельсовета входит два села: Смугул и Миджах.

## Экономика
Местное население занято сельским хозяйством.